# Eckbert de Schönau
Eckbert de Schönau (ou Egbert, Ecbertus Schoenaugiensis, 1120 - 1184) en allemand Eckbert von Schönau est un moine bénédictin du monastère Saint-Florin de l'abbaye de Schönau im Taunus en Rhénanie, dont il devient l'abbé en 1166. Il est le frère d'Élisabeth de Schönau (1129-1164), dont il a écrit la vie et publié les œuvres. Il a laissé un traité polémique, Sermones contra catharos, écrit vers 1165, où il dénonce des communautés, observées à Bonn, à Cologne, qu'il tient pour hérétiques et auxquelles il attribue du dualisme.

### Œuvres
- (la) Sermones contra catharos (vers 1165), in Patrologie latine, vol. 195, col. 13-106.
  - (en) trad. partielle en anglais : R. I. Moore, The birth of popular heresy, Londres, 1975, rééd. Oxford 1985.
- (la) Vita sanctae Elisabeth Schoenaugiensis.
- (la) Soliloquium, Hain-Copinger, 1533.

### Études sur Eckbert
- (la) Emecho de Schönau, Vita Eckberti abbatis Schoenaigiensis
- (en) Robert Harrison: Eckbert of Schönau and Catharism: A Reevaluation, in: Comitatus: A Journal of Medieval and Renaissance Studies, 22(1), p. 41-54.
- (de) Kurt Köster, « Ekbert von Schönau », dans Neue Deutsche Biographie (NDB), vol. 4, Berlin, Duncker & Humblot, 1959, p. 429 (original numérisé).
- Charles Schmidt : Histoire et doctrine de la secte des Cathares ou Albigeois, Paris, 1848-1849 (2 vols.), rééd. Bayonne 1983.
- U. Brunn, L'Hérésie dans l'archevêché de Cologne (1100-1233), thèse, Nice, 2002, p. 239-246.
- Pilar Jiménez-Sanchez, Les Catharismes, Presses universitaires de Rennes, 2008, p. 100-187.
- (en + fr) Robert I. Moore, The War on Heresy : Faith and Power in Medieval Europe, Londres, Profile Books, 2012 ; traduction française Julien Théry, Hérétiques. Résistances et répression dans l’Occident médiéval, Paris, Belin, 2017. Présentation dans le magazine Books.